# جائزة التشيك الكبرى للدراجات النارية 2015
جائزة التشيك الكبرى للدراجات النارية 2015 هو سباق دراجات نارية أقيم بتاريخ 16 أغسطس 2015 في حلبة برنو، التشيك. كان الجولة الحادية عشر من أصل 18 في سباق الجائزة الكبرى للدراجات النارية موسم 2015. فاز خورخي لورنزو بفئة الموتو جي بي بينما جاء مارك ماركيث في المركز الثاني وحصل على المركز الثالث فالنتينو روسي. فاز بفئة الموتو 2 الفرنسي جوان زاركو.

## وصلات خارجية
- الموقع الرسمي